# クロダネカボチャ
クロダネカボチャ（学名: Cucurbita ficifolia）は、ウリ科カボチャ属に属するカボチャの1種。アメリカ大陸原産。

## 名称
種小名 ficifolia はラテン語で「イチジクのような葉の」を意味する語。英語でも figleaf gourd（fig leafは「イチジクの葉」の意）という。
Chilacayote（メキシコ）、Alcayota （アルゼンチン）、calabaza de cabello de angel （スペイン）、potiron cheveux d'ange (フランス)ともいう。中国語では、ほぐした果肉がほぐしたフカヒレ（魚翅）に似ていることから「魚翅瓜」、拼音: yúchìguā）と呼ばれる。

## 栽培
クロダネカボチャは、標高2,000mまでの温暖な高地で生育する。より耐性のない他のウリ科の植物を接ぎ木する台木として使用されることも多い。クロダネカボチャは、種蒔きや取り木で殖やすことができる。巻きひげは土に固定して根に成長させることができ、一度切った新しい個体を別の場所に移して殖やすこともできる。霜への耐性はそれほどないため、そのリスクが過ぎてから植えられることが多い。しかし定着した個体であれば、一晩の短い霜には耐えうる。

## 利用
アジアでは、その果肉繊維を使ってフカヒレスープによく似たスープが作られる。このかぼちゃを食べると糖尿病に効くとも言われており、いくつもの研究でその血糖値を下げる効果が確認されている。D-キロ-イノシトールを多く含有するため、糖尿病治療に効果的に用いられる。

## ギャラリー

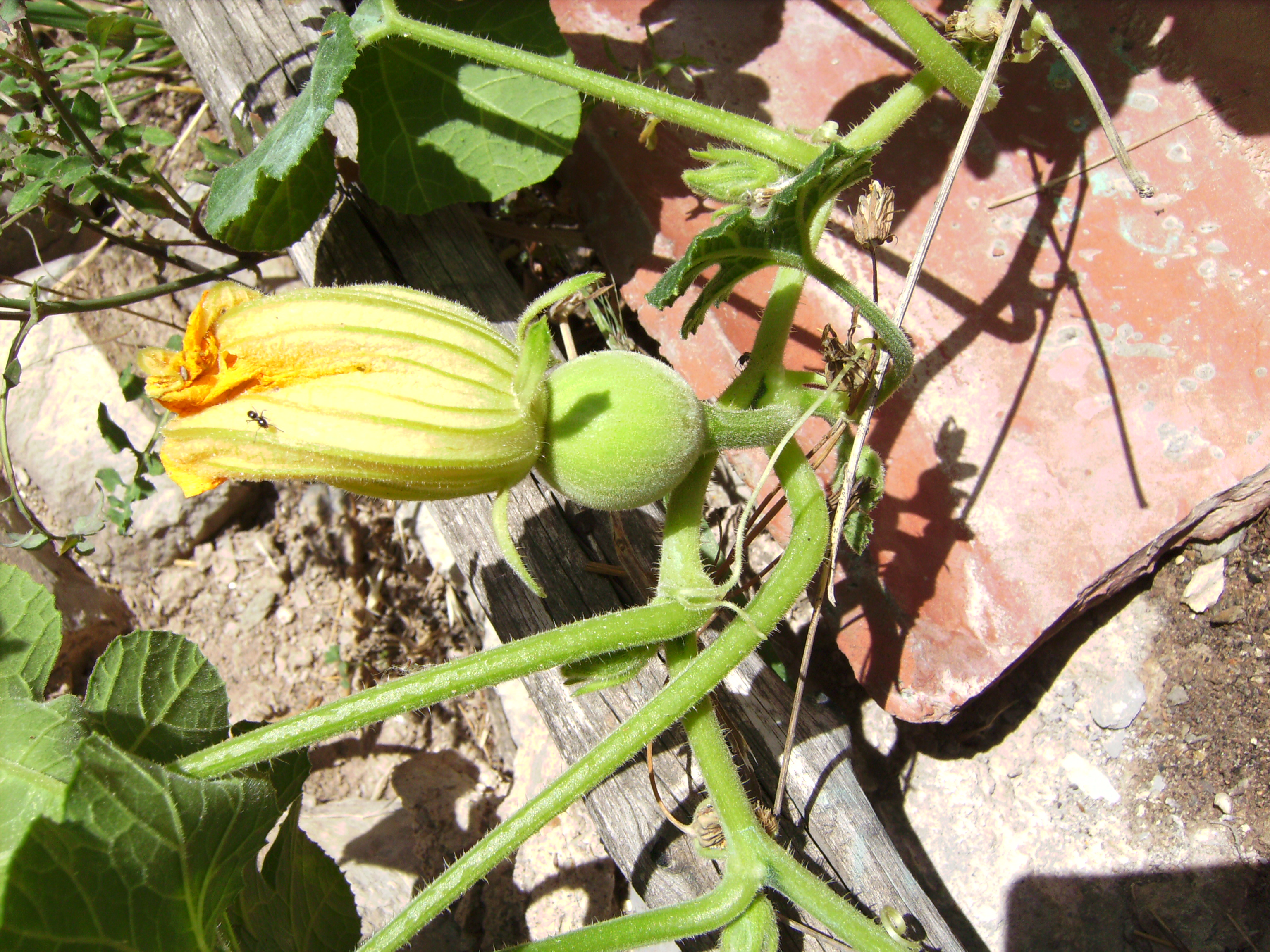
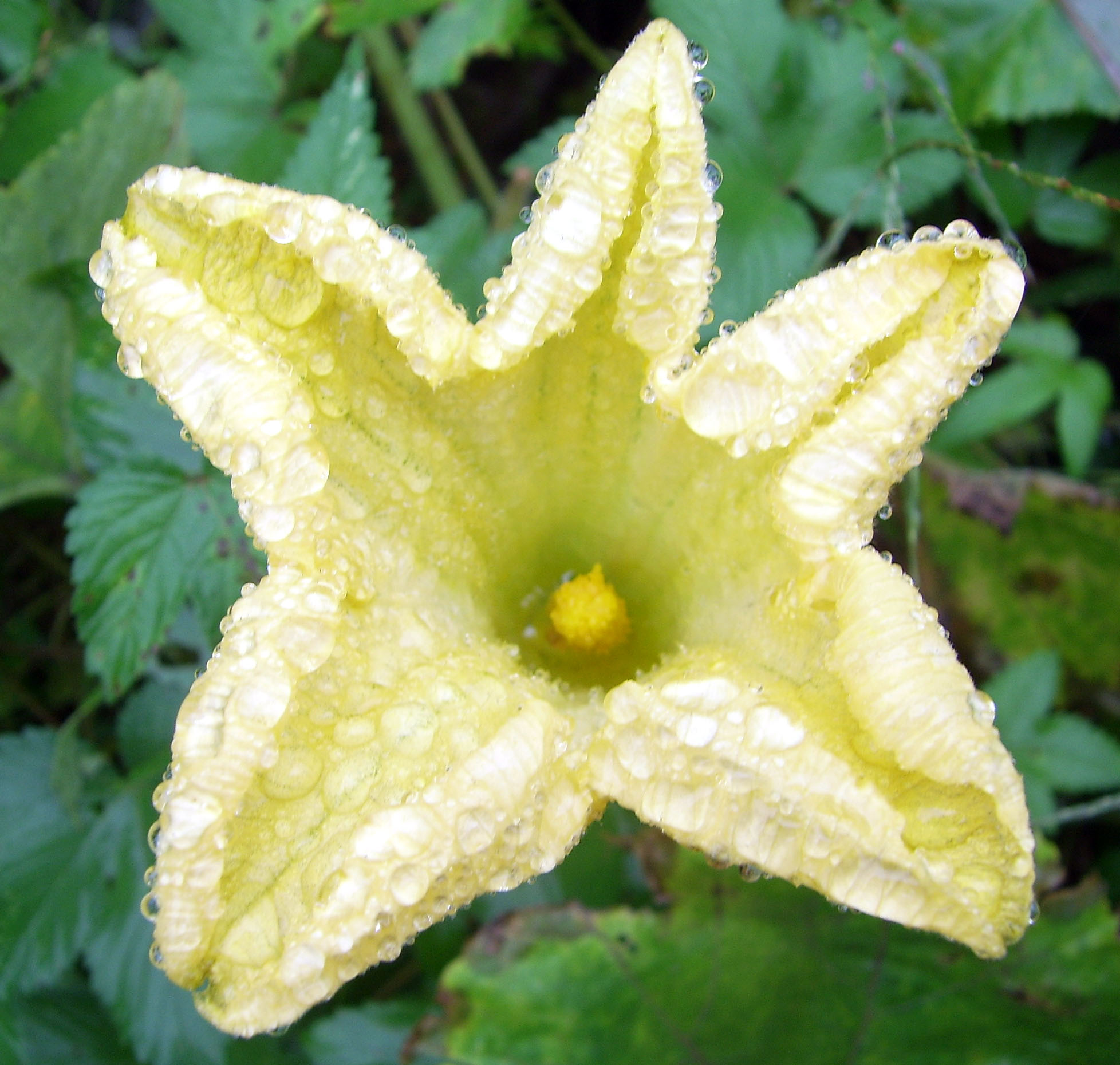
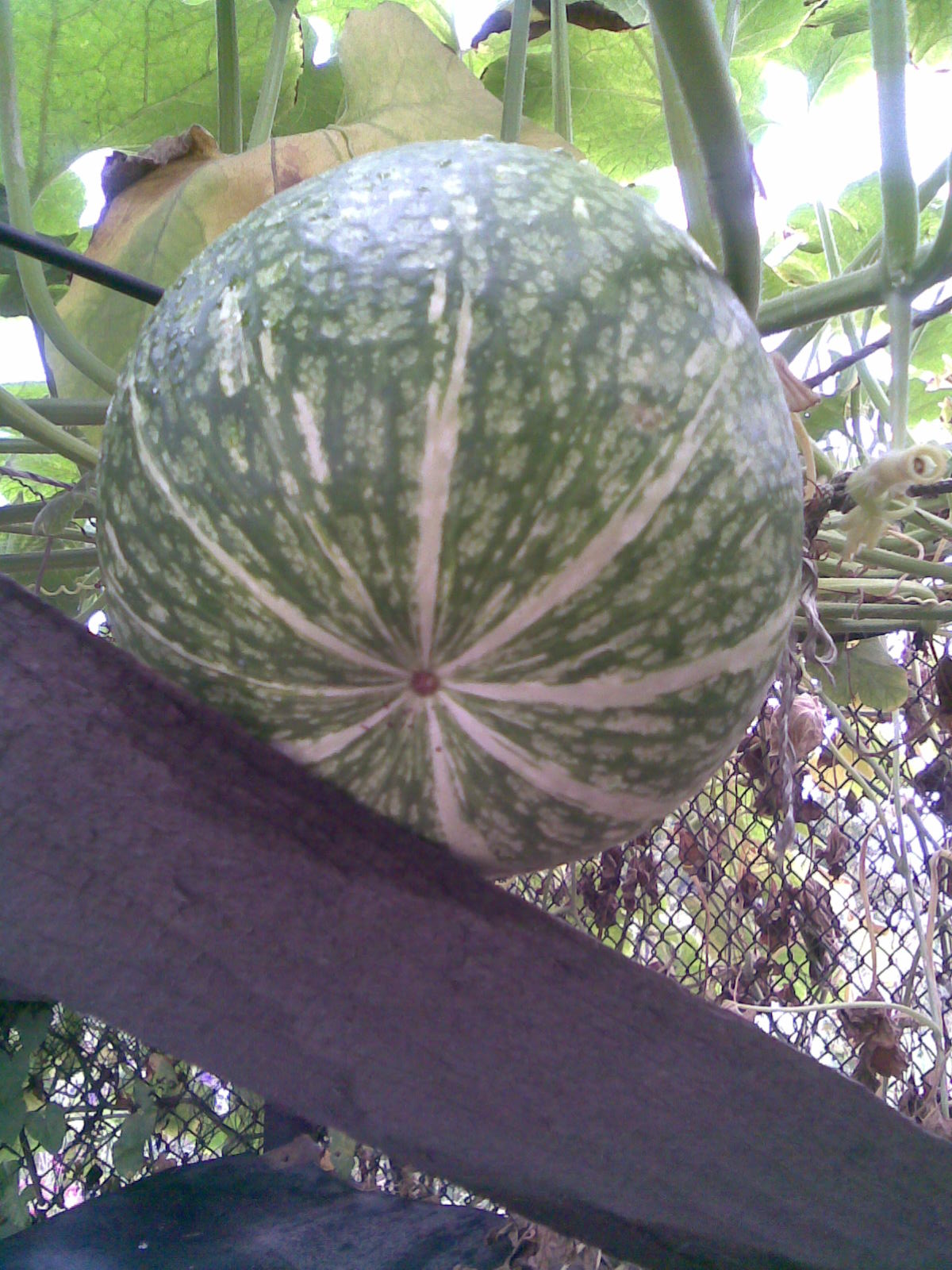
果実
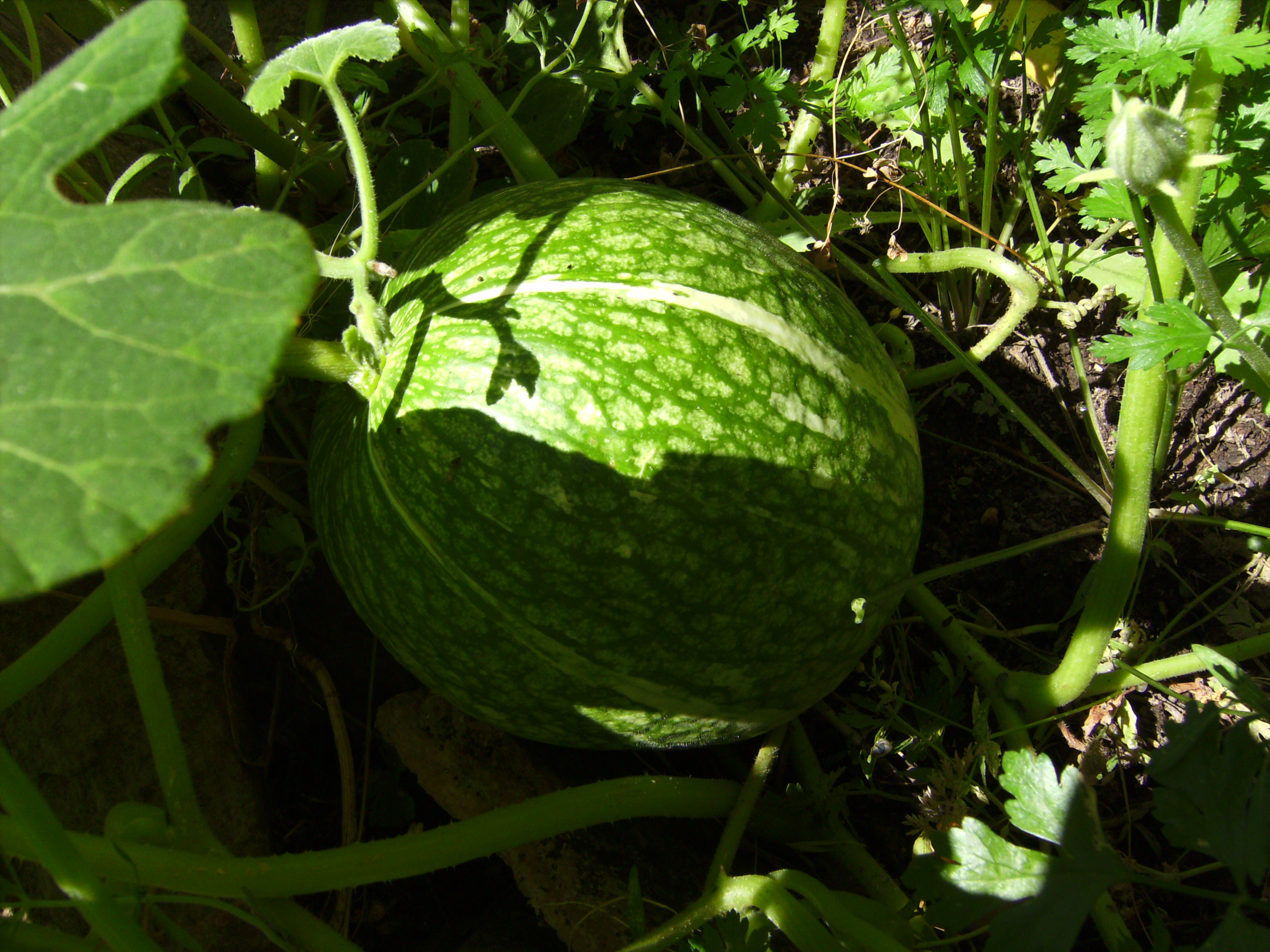